# Garibald II van Beieren
Garibald II (begin 7de eeuw) was hertog van de Bajuwaren uit Beieren van ongeveer 610 tot 640. De geschiedkundige bronnen over Beieren in de 7de eeuw zijn zwak en weinig betrouwbaar. De informatie in dit artikel is dan ook grotendeels gebaseerd op indirecte conclusies.

## Biografie
Garibald was de zoon van Tassilo I van Beieren en was getrouwd met Galia een dochter van Gisulf II van Friuli, een Longobardische prinses. Zoals zijn vader had hij te kampen met zijn Slavische buren. Zijn opvolging is nogal duister, Theodo I was zijn kleinzoon.